# Пони Експрес
„Пони Експрес“  се е наричала компания и нейна пощенска услуга в Съединените щати.
Чрез нея се доставяли писма, вестници и малки колети от Сейнт Джоузеф през Големите равнини, Скалистите планини и Сиера Невада до Сакраменто на кон, използвайки серия от релейни станции.
По време на 18-месечната си работа услугата намалява времето за пътуване на пратките между атлантическото и тихоокеанското крайбрежие с около 10 дни. От 3 април 1860 до октомври 1861 г. е най-прякото комуникативно средство между изтока и запада преди изработването на телеграфа.
„Пони Експрес“ спомага за свързването на новия щат Калифорния с останалата част от САЩ.